# Trader Vic
Victor Jules Bergeron, Jr., född 1902, död 1984, amerikansk företagare, mera känd som Trader Vic.
Han startade 1932 i Oakland den första i vad som kom att bli en världsomspännande kedja av restauranger specialiserade på polynesisk mat och matchande inredning i "Tiki-stil". Kedjan kallas efter sin grundare Trader Vic's men den första hette faktiskt Hinky Dink's. Kedjan har aldrig varit särskilt stor, omfattande som mest 25 restauranger i elva olika länder. Kedjan hade sin storhetstid omkring 1950-70 då det särskilt i USA blev inne bland kändisar att synas på Trader Vic's. Bergeron påstås också vara upphovsman till drinken Mai Tai. Det finns en gata uppkallad efter Trader Vic i San Francisco.